# E51

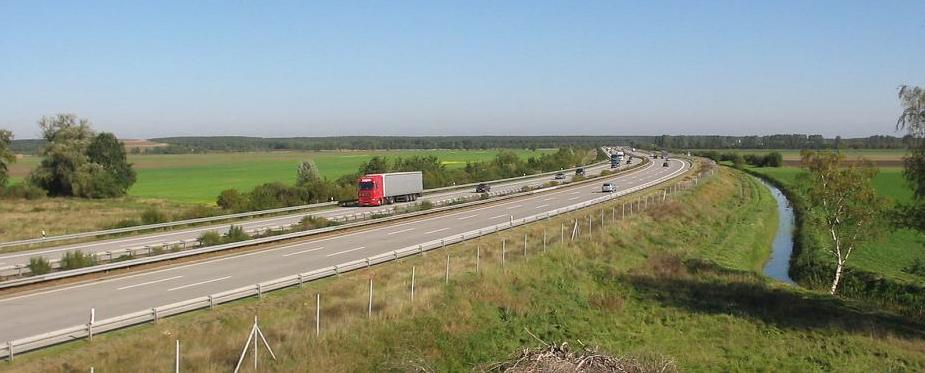
E51/A9 ett stycke söder om Berlin, nära Brück.

E51 eller Europaväg 51 är en 410 kilometer lång europaväg som går mellan Berlin och Nürnberg i Tyskland.

## Sträckning
Berlin - Leipzig - Gera - Hirschberg - Hof - Bayreuth - Nürnberg

## Standard
E51 följer motorväg A9 hela sträckan, utom närmast Berlin där den följer andra motorvägar bland andra A115 (AVUS) som brukar anses vara världens första motorväg.

## Anslutningar
| - E26 - E30 - E49 gemensam sträcka - E40 |  | - E441 - E48 - E45 - E56 |